# Siete pétalos
«Siete pétalos» es el octavo sencillo de la cantante Chenoa y 3º de su tercer álbum Soy mujer. El sencillo contó con un moderado/alto éxito en España.

## Repercursión sencillo
| Canción         | Pos.España |
| «Siete pétalos» | #10        |
| --------------- | ---------- |

## Videoclip
El videoclip es uno de los videoclips con más fuerza de Chenoa y en él aparece una novia(Chenoa) a la que dejan abandonada en el altar y esta coge un bate y apalea el coche del novio haciendo una metáfora con las prioridades de su antes prometido ya que el daño que le hace al coche se lo hace al novio, una historia original,dinámica y divertida.